# 圓滑仿刺鎧蝦
圓滑仿刺鎧蝦（学名：Munidopsis teretis）为鎧甲蝦科仿刺鎧蝦屬下的一个种。